# William P. Kimball
William Preston Kimball, född 4 december 1857 i Fayette County i Kentucky, död 24 februari 1926 i Lexington i Kentucky, var en amerikansk politiker (demokrat). Han var ledamot av USA:s representanthus 1907–1909.
Kimball är begravd på Lexington Cemetery i Lexington i Kentucky.